# Feldmesser
Feldmesser(フェルトメッサー、ドイツ語で野戦用ナイフの意)は、オーストリアのヴァグラムにある軍需企業グロック社によって製造される銃剣のシリーズである。
同社は、ポリマーフレーム拳銃の代表格ともいえるグロック17で有名である。

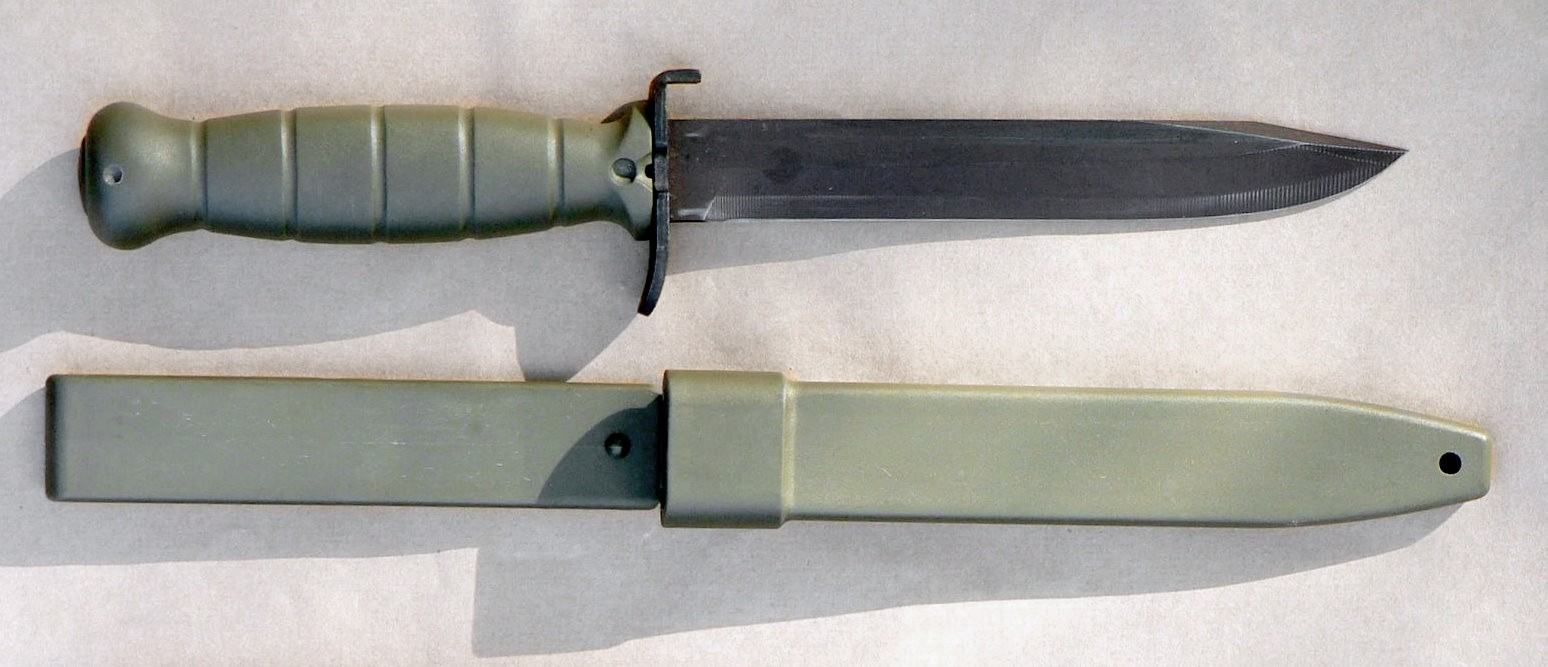
Feldmesser78

## 設計

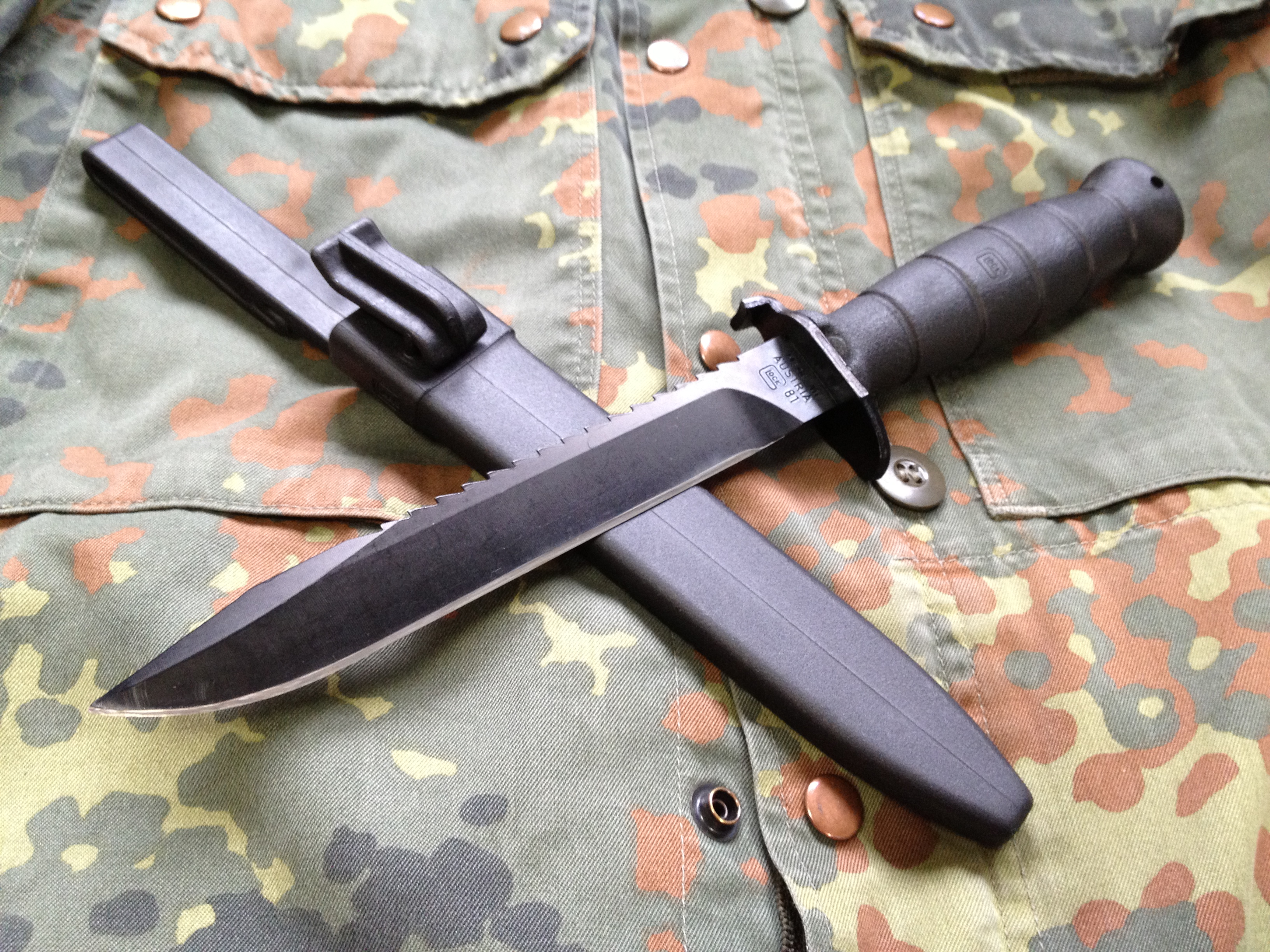
Feldmesser81(ブラック)

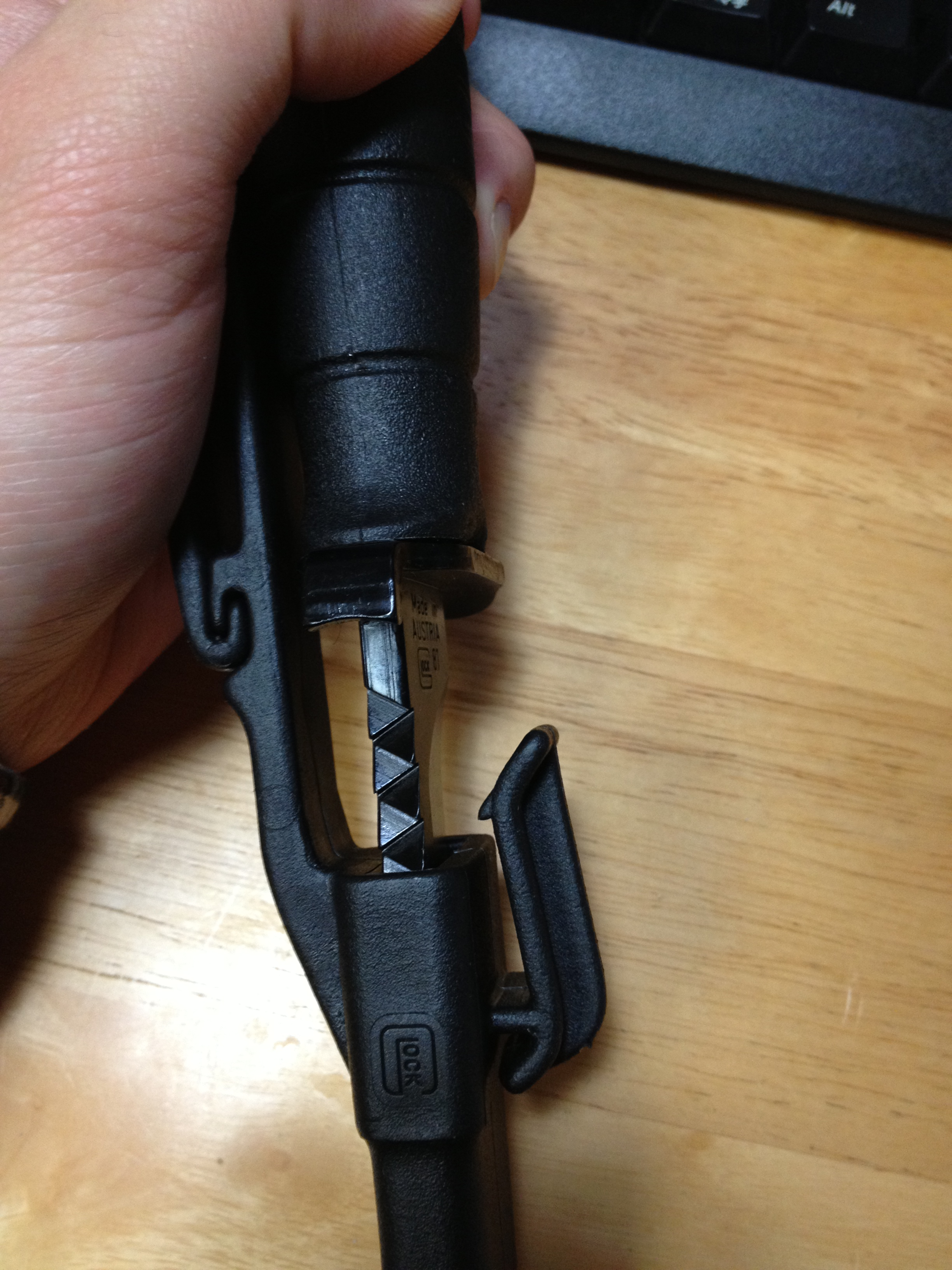
背面から見たFeldmesser81とシース。ソーバックと、シース側のフック状構造がよく見える。

### ナイフ本体
コーティングを施されたクリップポイントのブレードを持ち、キリオン上部にはボトルオープナー兼親指乗せが設けられている。
ハンドルは中空構造になっており(普段は後端部がキャップで閉じられている)、同国製の突撃銃ステアーAUGに専用のソケットを取り付ければ、銃剣として着剣することができる。
また、Feldmesser81のソーバックは、数ある軍用ナイフについているソーバックの中でも木材に特化した設計がされているため木材に対しては切断力が比較的高い。

### シース
樹脂製で、水抜き穴、ベルトループ、M9銃剣などの他国製軍用ナイフと同様にブレードを保持する機構が備わっている。この保持機構は、前述のM9を含む多くの軍用ナイフの場合、スカバードに内蔵された板バネで刀身を保持する為、出し入れの度にブレードのコーティングが削り取られるといった悪影響があるが、Feldmesserの場合スカバードのフック状の部分をキリオンにひっかけて保持する為、表面のコーティングを傷つけることなく確実に保持する事が可能であり、錆びに弱い炭素鋼のブレードに適している。
反面、板バネで保持する前者と違い、緊急時に力を入れて引き抜くことで素早くナイフを取り出すといったアクションには向かない。
ベルトループや保持の為のフックなど、このスカバードはポリマー素材の柔軟性を利用した設計がされている。

## 運用
オーストリア連邦軍、デンマーク軍、韓国軍、ドイツGSG9、インド軍、ルクセンブルグ宮殿警護官、マレーシア軍、ポーランド軍、台湾軍などがFeldmesser78を使用する
諸元
共通するスペックは以下の通りである。
- 全長:290mm
- ブレード長:165mm
- 鋼材:HRC硬度55の炭素鋼
- 樹脂製ハンドル

## 派生型
FeldmesserにはFeldmesser78(Field Knife 78)と、ソーバック付きのFedlmesser81(Survival Knife 81)がありソーバックの有無とそれによる若干の重量の変化がある(78が206g、81が202g)。
スカバードのカラーは時代によって異なり黒をはじめとした数種類が用意されている。